# Nectopsyche cana
Nectopsyche cana är en nattsländeart som först beskrevs av Luisa Eugenia Navas 1924.  Nectopsyche cana ingår i släktet Nectopsyche och familjen långhornssländor. Inga underarter finns listade i Catalogue of Life.